# Desognaphosa boolbun
Desognaphosa boolbun is een spinnensoort uit de familie Trochanteriidae. De soort komt voor in Queensland.